# رود چارلز
رود چارلز (به انگلیسی: Charles River)، رودی است که از هوپکینتون در ایالت ماساچوست سرچشمه می‌گیرد و در بندر بوستون به اقیانوس اطلس می‌ریزد. طول رود ۸۰ مایل است و از ۶ منطقه در نیوانگلند عبور می‌کند. این رود محلی برای تفریح و گذران اوقات فراغت برای بیشتر ساکنان شهر بوستون است.